# 戴可師
戴可師（9世纪—869年），唐末軍事人物。
以勇悍嗜殺著稱，人稱“狼帥”。咸通十年（869年），爆發桂林戍卒起義。唐朝廷派遣名將康承訓為主將，並以王晏權、徐州南面行营招讨使戴可師為南北兩翼，三方並進，企圖殲滅龐勳於徐州城下。戴可師率三萬羽林軍恃勇輕進，渡過淮河，佔領泗州东南的都梁城（在今江蘇盱眙東南），此時龐勳軍避實就虛，在半夜悄悄撤出。戴可師進入都梁城，僅是空城，可師恃勝不設防。第二天，天降大雾，濠州王弘立引兵數萬大軍重新殺入，縱擊官軍，戴可師不敵徐州銳卒，三万官军全軍覆沒，只有数百人侥幸逃脱，戴可師單騎出奔，死於亂軍之中。唐朝廷改由兗海節度使曹翔為徐州北面招討使。